# Данилов, Борис Матвеевич
Борис Матвеевич Данилов (29 мая 1911, село Ивановка, Воронежская губерния — 23 ноября 2000, Воронеж) — директор Воронежского авиационного завода Министерства авиационной промышленности СССР. Герой Социалистического Труда (1971). Депутат Верховного Совета СССР 7 созыва (1966—1970).

## Биография
Родился 29 мая 1911 года в крестьянской семье в селе Ивановка Воронежской губернии (сегодня — Панинский район Воронежской области). После окончания в 1933 году сельскохозяйственного института работал механиком в межрайонной ремонтной мастерской в Западно-Сибирском крае. В 1933 году был призван на срочную военную службу, после которой переехал в Тамбов, где в 1934 году работал начальником цеха на Тамбовском ремонтно-механическом заводе. Позже работал на этом же предприятии заместителем главного инженера. В 1937—1938 годах работал главным инженером на Саратовском ремонтно-механическом заводе. С 1938 года проживал в Воронеже. Работал на заводе № 18 Наркомата авиационной промышленности СССР (с 1943 года — завод № 64 и позднее — Воронежский авиационный завод). На этом предприятии был старшим инспектором, начальником ремонта, начальником бюро, начальником цеха, заместителем главного механика, главным технологом, главным инженером.
В 1946 году вступил в КПСС. С 1960 года назначен заместителем председателя Куйбышевского совнархоза и с 1963 года — первым заместителем председателя совнархоза Центрально-Чернозёмной экономической района. В 1965 году назначен директором завода № 64 в Воронеже. Во время его руководства на Воронежском авиационном заводе было налажено производство Ту-144. За высокие достижения в трудовой деятельности при выполнении пятилетки был удостоен в 1971 году звания Героя Социалистического Труда.
Избирался депутатом Верховного Совета СССР 7-го созыва.
Руководил Воронежским авиационным заводом до выхода на пенсию в 1975 году. Проживал в Воронеже до своей кончины 23 ноября 2000 года.

## Награды
- Герой Социалистического Труда — указом Президиума Верховного Совета СССР от 26 апреля 1971 года
- Орден Ленина — четырежды (12.07.1957; 17.06.1961; 22.07.1966; 26.04.1971)
- Орден Трудового Красного Знамени — дважды (2.07.1945; 6.12.1949)
- Орден Красной Звезды (21.06.1943)